# Pedro Vedova
Pedro Vedova (Rio de Janeiro, 2 de junho de 1984) é um jornalista brasileiro e repórter do Fantástico.

## Carreira
Graduado em jornalismo pela Pontifícia Universidade Católica do Rio de Janeiro (PUC-Rio). Foi estagiário do jornal O Dia em 2007 e no portal GloboEsporte.com, em 2008. Entrou na GloboNews no mesmo ano, pelo programa Estagiar da Globo. No fim de  2009, virou trainee e na sequência editor de texto. Em 2012, passou a fazer videorreportagem pelo núcleo de reportagens especiais da GloboNews. Ele produzia, filmava, entrevistava e editava as próprias matérias, estilo documentário.
Fez reportagens pelo Brasil sobre economia, cultura e política. Em 2012, sua matéria sobre o tamanho do processo do Mensalão foi citada em plenário pelo então presidente do Supremo Tribunal Federal (STF), Cezar Peluso usava como exemplo para justificar o voto contrário ao desmembramento da ação 470.
Foi enviado especial do canal nas eleições do Paraguai, Venezuela, cúpula do Mercosul na Argentina em 2013. Fez parte da cobertura dos grandes protestos no Brasil e no dia 20 de junho, durante a cobertura de uma das passeatas, foi atingido com uma bala de borracha na testa.
Cobriu eventos como a Rio+20, Rock In Rio e Jornada Mundial da Juventude (JMJ), na visita do Papa Francisco ao Brasil, quando acompanhou num ônibus a viagem de 53 horas de fieis argentinos, de Buenos Aires ao Rio de Janeiro. Foi o primeiro jornalista da GloboNews a fazer um programa inteiro sozinho (cinegrafia, entrevistas, roteiro e edição de imagens): GloboNews Especial – A  Ilha do Ferro.
No início de 2014, Pedro Vedova passou a atuar como correspondente da GloboNews, baseado em Londres, Inglaterra. Cobriu da Itália o processo de extradição do ex-diretor do Banco do Brasil Henrique Pizzolato, cobrindo sua história da fuga até a extradição ao Brasil, quando o acompanhou no voo de volta ao país, em outubro de 2015.
Vedova e a jornalista Renée Castelo Branco fizeram, em abril de 2014, um GloboNews Documento sobre os 40 anos da Revolução dos Cravos. No mesmo ano, ele foi enviado especial para o Consistório de novos Cardeais, no Vaticano; e o plebiscito da Escócia, que decidiu continuar no Reino Unido, entre outras coberturas para o canal, como as tensões na Ucrânia.
Antes exclusivo da GloboNews, após sua cobertura do atentado ao jornal Charlie Hebdo, em Paris, o jornalista virou colaborador do principal telejornal da Globo, o Jornal Nacional. Em março de 2015, Pedro é transferido para Berlim, atuando como correspondente da GloboNews e pelo canal aberto da Rede Globo. A primeira cobertura na Alemanha foi o voo Germanwings 9525, o avião derrubado pelo copiloto.
Em Abril, é convidado pela TV Globo para representar os novos jornalistas do canal, durante a gravação da comemoração de 50 anos da emissora no Maracanãzinho.
Ainda em 2015, fez coberturas, como o Carnaval de Veneza; o encontro do G7; fez matérias sobre os 70 anos do fim da Segunda Guerra Mundial; foi enviado especial à Hungria e Áustria na crise de refugiados; fez a final da Champions League, entre Barcelona x Juventus.
Também realizou reportagens especiais para a GloboNews, como especiais para o GN Literatura, sobre os Jogos Olímpicos e o Sem Fronteira especial sobre os dez anos de poder da Angela Merkel.
Duas coberturas especiais fecharam 2015: os atentados de Paris na Sexta-feira 13 em Novembro, promovidos pelo grupo Estado Islâmico do Iraque e do Levante e o acordo histórico na conferência do clima da ONU, a COP21.
Em janeiro de 2016, Pedro Vedova voltou a atuar como correspondente da Rede Globo em Londres. Foi Enviado especial no mesmo ano, na eleição do novo presidente da FIFA, Gianni Infantino, eleito após os escândalos da entidade. Ele ficou até agosto de 2022, quando voltou ao Brasil para ser repórter especial do Fantástico, tendo seu posto de correspondente em Londres ocupado por Murilo Salviano.